# Leandro Martínez Montagnoli
Leandro Matías Martínez Montagnoli (Buenos Aires, Argentina, 21 de abril de 1987) es un futbolista argentino. Juega como l en el Atlético Defensores de Belgrano de la Primera Nacional.

## Trayectoria
Sus comienzos como jugador profesional fueron en las divisiones inferiores de River Plate, desde el año 2000 hasta a fines de 2006. Posteriormente al no tener continuidad en el conjunto millonario paso a integrar el plantel de Defensores de Belgrano, en el cual debutó como profesional a mediados de 2006. En el mes de julio de 2007 fue cedido a JJ Urquiza por un año, donde a pesar de su juventud ganó la confianza del entrenador y se mantuvo como titular durante el año acumulando una gran experiencia. En el año 2008 retornó a Defensores de Belgrano, disputando la mayoría de los partidos como titular. En el año 2011, pasó a Ferro Carril Oeste, club que compró la mitad del pase del jugador, desempeñándose allí bajo la dirección técnica de Carlos Trullet. A mediados de 2014, se oficializó su llegada a Estudiantes de Buenos Aires. Tras un mal Torneo 2014, fue trasferido a Atlanta.

### Defensores de Belgrano
En julio del 2017 se confirma el retorno al Dragón para una segunda etapa y disputar el Campeonato de Primera B 2017-18, debutó en la primera fecha del campeonato contra Club Atlético Platense. Convierte su primer gol en la fecha 29 contra Club Atlético Almirante Brown. Al finalizar el campeonato consiguen el ascenso a la Primera B Nacional. En la temporada siguiente disputó el Campeonato de Primera B Nacional 2018-19 con el Dragón, disputó 23 partidos en los que convirtió 2 goles, el equipo consiguió mantener la categoría. En la siguiente temporada disputó el Campeonato de Primera B Nacional 2019-20 mantuvo su participación, llegó a disputar 21 partidos en los que convirtió 3 gol antes de la suspensión por COVID. Tras el parate continúa en el dragón para disputar el Campeonato Transición de Primera Nacional 2020 en el que disputa 9 partidos y convierte 1 gol.

### Mitre
Se convirtió en refuerzo del Club Atlético Mitre Debuta en la primera fecha del Campeonato de Primera Nacional 2021 contra Nueva Chicago como suplente e ingresando en el entretiempo,no recibió tarjetas ni convirtió goles. En total disputó 11 partidos en los que no convirtió goles antes de rescindir de forma anticipada su contrato.

### All Boys
En julio de 2021 se confirma su llegada al club de Floresta Debuta por la fecha N° 19 en el partido contra Brown de Adrogué arrancando de titular con la camiseta N° 2 y completando los 90 minutos sin ser amonestados. Se afianza como titular del equipo y en total disputa 16 partidos en los que no convierte goles.
De cara al Campeonato de Primera Nacional 2022 continúa en el equipo siendo una pieza fundamental. Debuta en la primera fecha como titular, siempre con la 2 en la espalda, completando los 90 minutos y sin convertir goles ni recibir amarillas. Su primer gol en la temporada y en el club se produce en la fecha 26 contra Sacachispas a los 45 minutos del primer tiempo. Tras un buen campeonato se clasifica al reducido para disputar el ascenso pero queda eliminado en el partido contra Defensores de Belgrano, Leandro disputa ese partido como titular. En total disputó 21 partidos en la temporada en los que convirtió un gol.

## Estadísticas
Actualizado al 5 de agosto de 2024

| Defensores de Belgrano Argentina | 3.ª                 | 2006-07             | 6   | 0  | - | - | - | - | 6   | 0  | 0    |
| Defensores de Belgrano Argentina | 3.ª                 | 2008-09             | 15  | 0  | - | - | - | - | 15  | 0  | 0    |
| Defensores de Belgrano Argentina | 3.ª                 | 2009-10             | 28  | 1  | - | - | - | - | 28  | 1  | 0.04 |
| Defensores de Belgrano Argentina | 3.ª                 | 2010-11             | 37  | 3  | - | - | - | - | 37  | 3  | 0.08 |
| Defensores de Belgrano Argentina | 2.ª                 | P 2011              | 2   | 0  | - | - | - | - | 2   | 0  | 0    |
| Defensores de Belgrano Argentina | Total club          | Total club          | 88  | 4  | 1 | 1 | - | - | 85  | 4  | 0.05 |
| J.J. de Urquiza Argentina | 4.ª                 | 2007                | 34  | 3  | - | - | - | - | 34  | 3  | 0.09 |
| J.J. de Urquiza Argentina | Total club          | Total club          | 34  | 3  | - | - | - | - | 34  | 3  | 0.09 |
| Ferro Argentina | 2.ª                 | 2011-12             | 14  | 0  | 0 | 0 | - | - | 14  | 0  | 0    |
| Ferro Argentina | 2.ª                 | 2012-13             | 34  | 0  | 0 | 0 | - | - | 34  | 0  | 0    |
| Ferro Argentina | 2.ª                 | 2013-14             | 7   | 0  | 0 | 0 | - | - | 7   | 0  | 0    |
| Ferro Argentina | Total               | Total               | 55  | 0  | - | - | - | - | 55  | 0  | 0    |
| Estudiantes (BA) Argentina | 3.ª                 | 2014                | 18  | 0  | 2 | 0 | - | - | 20  | 0  | 0    |
| Estudiantes (BA) Argentina | Total               | Total               | 18  | 0  | 2 | 0 | - | - | 20  | 0  | 0    |
| Atlanta Argentina | 3.ª                 | 2015                | 30  | 2  | 3 | 0 | - | - | 33  | 2  | 0.06 |
| Atlanta Argentina | Total               | Total               | 30  | 2  | 3 | 0 | - | - | 33  | 2  | 0.06 |
| Colegiales Argentina | 3.ª                 | 2016                | 19  | 3  | — | — | — | — | 19  | 3  | 0.16 |
| Colegiales Argentina | Total               | Total               | 19  | 3  | - | - | - | - | 19  | 3  | 0.16 |
| Tampico Madero FC · México | 2.ª                 | A 2016              | 16  | 0  | — | — | — | — | 16  | 0  | 0    |
| Tampico Madero FC · México | 2.ª                 | C 2017              | 9   | 0  | — | — | — | — | 9   | 0  | 0    |
| Tampico Madero FC · México | Total               | Total               | 25  | 0  | - | - | - | - | 25  | 0  | 0    |
| Defensores de Belgrano Argentina | 3.ª                 | 2017-18             | 37  | 1  | 1 | 1 | — | — | 38  | 2  | 0.05 |
| Defensores de Belgrano Argentina | 2.ª                 | 2018-19             | 23  | 2  | — | — | — | — | 23  | 2  | 0.09 |
| Defensores de Belgrano Argentina | 2.ª                 | 2019-20             | 21  | 3  | — | — | — | — | 21  | 3  | 0.14 |
| Defensores de Belgrano Argentina | 2.ª                 | 2020                | 9   | 1  | 0 | 0 | — | — | 9   | 1  | 0.11 |
| Defensores de Belgrano Argentina | Total               | Total               | 90  | 7  | 1 | 1 | 0 | 0 | 91  | 8  | 0.09 |
| Mitre (SdE) Argentina | 2.ª                 | 2021                | 11  | 0  | — | — | — | — | 11  | 0  | 0    |
| Mitre (SdE) Argentina | Total               | Total               | 11  | 0  | 0 | 0 | 0 | 0 | 11  | 0  | 0    |
| All Boys Argentina | 2.ª                 | 2021                | 16  | 0  | — | — | — | — | 16  | 0  | 0    |
| All Boys Argentina | 2.ª                 | 2022                | 30  | 1  | — | — | — | — | 30  | 1  | 0.03 |
| All Boys Argentina | Total               | Total               | 46  | 1  | 0 | 0 | 0 | 0 | 46  | 1  | 0.02 |
| Tristán Suárez Argentina | 2.ª                 | 2023                | 32  | 3  | — | — | — | — | 32  | 3  | 0.09 |
| Tristán Suárez Argentina | Total               | Total               | 32  | 3  | 0 | 0 | 0 | 0 | 32  | 3  | 0.09 |
| Defensores de Belgrano Argentina | 2.ª                 | 2024                | 13  | 0  | — | — | — | — | 13  | 0  | 0    |
| Defensores de Belgrano Argentina | Total               | Total               | 13  | 0  | 0 | 0 | 0 | 0 | 13  | 0  | 0    |
| Total Def. Belgrano | Total Def. Belgrano | Total Def. Belgrano | 191 | 11 | 2 | 2 | 0 | 0 | 202 | 13 | 0.06 |
| Total Carrera | Total Carrera       | Total Carrera       | 461 | 23 | 6 | 1 | 0 | 0 | 467 | 24 | 0.05 |
| (1) La copa nacional se refiere a la Copa Argentina y Supercopa Argentina . (2) La copa internacional se refiere a la Copa Sudamericana, Recopa Sudamericana, Copa Libertadores y Copa Suruga Bank. |                     |                     |     |    |   |   |   |   |     |    |      |